# Oligia suffusa
Oligia suffusa är en fjärilsart som beskrevs av Tutt 1891. Oligia suffusa ingår i släktet Oligia och familjen nattflyn. Inga underarter finns listade i Catalogue of Life.